# Parque nacional Villarrica
El parque nacional Villarrica es un parque nacional ubicado en Chile en la provincia de Cautín (región de la Araucanía) y la provincia de Valdivia (región de Los Ríos), a 12 km al suroeste de Pucón, en una zona de grandes volcanes y montañas que alcanzan los 3.776 m s. n. m. Su superficie es de 63.000 ha. Forma parte de la Reserva de la Biósfera Bosques Templados Lluviosos de los Andes Australes.

## Características
El parque cuenta con un centro de esquí y una zona para acampar en verano. Otras actividades incluyen la visita de cráteres y cuevas. Dentro del parque se encuentran los volcanes Villarrica (2.847 m s. n. m.), Quetrupillán (2.360 m s. n. m.) y el Lanín (3.776 m s. n. m.). También se encuentran dentro del parque la laguna Quillelhue y las lagunas: Blanca, Azul, Huinfiuca, Verde, Avutardas y Los Patos.
La vegetación incluye especies de montaña como araucaria araucana y lenga así como raulí, mañío de hoja larga y coigüe en zonas más bajas. La fauna incluye especies de marsupiales como el monito del monte y otros mamíferos como pumas y zorros. Aves acuáticas como la huala, la tagua común, el pato real y el rinconero habitan también el parque. Entre los rapaces más frecuentes están el aguilucho, el águila, el peuco y el halcón peregrino.
El parque nacional Villarrica forma parte de una iniciativa binacional para crear un Corredor para cuidar el medio ambiente entre Chile y Perú.

## Vías de acceso
- Desde Temuco por Freire- Villarrica- Pucón-Rucapillán (Ruta CH-199): 120 kilómetros, 1 hora 30 minutos de viaje.
- Desde Temuco por Pucón- Palguin Bajo-Termas de Palguin-Sector Quetrupillán: 150 kilómetros, 2 horas de viaje.
- Desde Pucón-Curarrehue-Sector Puesco (Ruta CH-199): 56 kilómetros, 1 hora 30 minutos de viaje.

## Visitantes

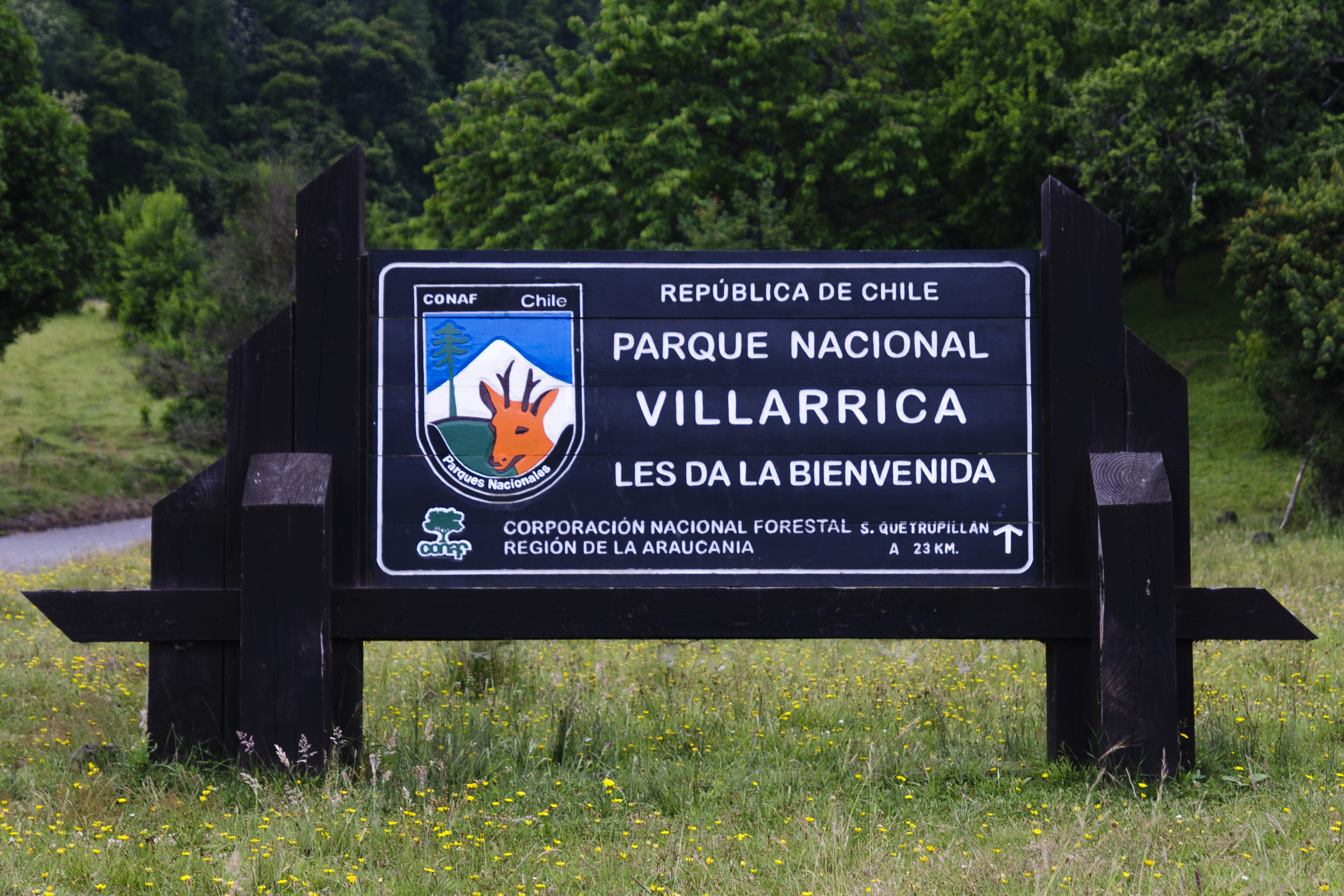
Bienvenida a visitantes en el parque nacional Villarrica.

Este parque recibe una gran cantidad de visitantes chilenos y extranjeros cada año.
| Año         | 2012    | 2013    | 2014    | 2015   | 2016   | 2017   | 2018   | 2019   | 2020   | 2021   | 2022   | 2023   | 2024   |
| ----------- | ------- | ------- | ------- | ------ | ------ | ------ | ------ | ------ | ------ | ------ | ------ | ------ | ------ |
| chilenos    | 86.183  | 108.888 | 99.231  | 67.252 | 47.406 | 36.086 | 33.057 | 38.819 | 32.540 | 96.375 | 73.054 | 45.792 | 15.539 |
| extranjeros | 29.578  | 27.126  | 30.142  | 25.379 | 23.426 | 25.663 | 21.395 | 19.224 | 6.983  | 1.038  | 6.339  | 6.788  | 2.796  |
| Total       | 115.761 | 136.014 | 129.373 | 92.631 | 70.832 | 61.749 | 54.452 | 58.043 | 39.523 | 97.413 | 79.393 | 52.580 | 18.335 |